# 구글 지식 그래프

토머스 제퍼슨에 대한 지식 그래프 데이터가 구글 검색 상에 표시되어 있다. 2015년 1월 기준.

지식 그래프(Knowledge Graph)는 다양한 소스로부터 축적한 시맨틱 검색 정보를 사용하여 검색결과를 향상시키는 것으로 구글이 사용하는 지식 베이스이다. 2012년 5월 16일 미국에서 구글 영문 검색에 처음 적용하였다. 지식그래프는 어떤 토픽에 대해 구조화된 정보와 다른 사이트로의 링크를 제공한다.

## 역사
지식그래프의 정보는 CIA 월드 팩트북, 프리베이스(Freebase), 위키백과 등, 많은 소스들로부터 추출되었다. 그 기능은 애스크닷컴나 울프럼 알파와 같은 질문 응답을 제공하는 검색엔진에서 하려는 것과 유사하다.
2012년 당시, 5억 7천만개 이상의 객체(object), 대략 180억개의 팩트(fact)와 검색엔진에 입력한 검색어의 의미를 이해하는데 사용된 다른 객체들간의 관계를 가진 시맨틱 네트워크를 구축했었다. 2019년 명칭이 구글 지식 패널로 변경되었다.

## 대화형 검색
2013년 5월 구글 I/O에서, 구글의 아밋 싱할(Amit Singhal)은 검색의 미래는 응답(Answer), 대화(Converse), 그리고 예측(Anticipate)이라는 3가지 기본적인 기능이 진화하는 형태일 것이라고 발표했다.

## 같이 보기
- 디비피디아
- 구글 어시스턴트
- 링크드 데이터
- 지식 그래프
- 시맨틱 네트워크
- 위키데이터